# Smallville (fikcyjne miasto)
Smallville – niewielkie fikcyjne miasteczko w rolniczym rejonie Kansas, w którym mieszkał w dzieciństwie bohater komiksu "Superman" Clark Kent wraz z rodzicami. Pojawia się również w ekranizacjach komiksu. Najbliższym miastem jest Metropolis. Smallville w dosłownym tłumaczeniu z angielskiego oznacza "Małą Wieś" (small – mała, village – wieś).